# Cantharidus bisculptus
Cantharidus bisculptus là một loài ốc biển, là động vật thân mềm chân bụng sống ở biển thuộc họ Calliostomatidae.

## Phân bố
Chúng phân bố ở Ấn Độ Dương dọc theo Mozambique.